# ماكس إيفانز
ماكس إيفانز (بالإنجليزية: Max Evans)‏ هو سياسي أسترالي، ولد في 29 نوفمبر 1930 في برث في أستراليا. حزبياً، نشط في حزب أستراليا الليبرالي (شعبة أستراليا الغربية).